# Comicopera
Comicopera – koncepcyjny album Roberta Wyatta nagrany prawdopodobnie w 2007 i wydany w tym samym roku.

## Historia i charakter albumu
Po czterech latach od Cuckooland, ostatniego swojego studyjnego albumu, Robert Wyatt wydał koncepcyjny album, rodzaj "rockowej opery". Jedynym jednak klasycznym elementem albumu jest podział dzieła na trzy akty.
"Comicopera" (komiczna opera) traktuje o pełnym konfliktów świecie w roku 2007. Jest dziełem, w którym mieszają się problemy osobiste z problemami światowymi, humor z powagą, absurd i nonsens z realizmem.
Akt pierwszy jest najbardziej osobistą partią opery. Porusza problem alkoholizmu Wyatta i pewnie dlatego teksty tej części napisała żona Wyatta Alfie Benge.
Akt drugi zajmuje się głównie problemem bycia Anglikiem czy też – ogólniej – Brytyjczykiem, w tych dziwnych czasach.
Akt trzeci jest próbą zmierzenia się z problemami współczesnego świata. Wyatt starał się znaleźć słowa, które mogłyby go opisać, jednak nie mogąc ich znaleźć, w ogóle zrezygnował z języka angielskiego posługując się językami hiszpańskim i włoskim.
Od strony muzycznej najprostsza jest część pierwsza, najbardziej zbliżona do popu, jednak wykraczająca poza niego wyrafinowaniem aranżacyjnym.
Część druga  ma charakter najbardziej jazzujący.
Najciekawsza pod względem muzycznym jest część trzecia, najbardziej "progresywna" i ambitna. Pod tym względem jest może najbardziej zbliżona do muzyki zawartej na albumie Shleep.
Magazyn The Wire uznał ten album za płytę roku 2007.

## Muzycy
- Robert Wyatt – śpiew (1, 2, 3, 4, 5, 6, 7, 9, 10, 11, 12, 13, 16), pianino (1, 2, 10), instrumenty perkusyjne (1, 2, 5, 7, 8, 10, 13, 15), keyboard (3, 5, 8, 9, 11, 12, 13, 15), kornet (3, 5, 8), trąbka (4), metronom (4), gitara (6), karenotron (10)[6], enotron (11)[7], trąbka kieszonkowa (13), elektryczne zakłócenia (14), monicatron (16)[8], karentron (16)
- Brian Eno – keyboard (1), efekty (1)
- Seaming To – śpiew (1), klarnet (1)
- Annie Whitehead – puzon (1, 3, 5), róg barytonowy (4)
- Yaron Stavi – skrzypce basowe (1, 2, 4, 5, 6, 7, 9, 12)
- Monica Vasconcelos – śpiew (2, 15)
- Paul Weller – gitara (2, 7)
- Jamie Johnson – gitara basowa (3), elektryczne zakłócenia (14)
- David Sinclair – pianino (4)
- Gilad Atzmon – saksofony (5), saksofon tenorowy (8)
- Phil Manzanera – gitara (6)
- Del Bartle – gitara (8)
- Orphy Robinson – stalowa patelnia (8), wibrafon (14)
- Chucho Merchan – skrzypce basowe (13)
- Maurizio Camardi – saksofony (16)
- Alfonso Santimone – pianino (16), instrumenty klawiszowe (16)
- Alessandro Fedrigo – gitara basowa (16)
- Paolo Vidaich – instrumenty perkusyjne (16)
- Gianni Bertoncini – perkusja (16)

## Spis utworów
| A.  | Akt pierwszy – "Lost in Noise"                          |      |
|     |                                                         |      |
| 1.  | Stay Tuned (Anja Garbarek)                              | 3:49 |
|     |                                                         |      |
| 2.  | Just as You Are (Benge/Wyatt)                           | 4:21 |
|     |                                                         |      |
| 3.  | You You (Benge/Wyatt)                                   | 4:22 |
|     |                                                         |      |
| 4.  | A.W.O.L.[9] (Benge/Wyatt)                               | 2:56 |
|     |                                                         |      |
| 5.  | Anachronist (Wyatt)                                     | 3:38 |
|     |                                                         |      |
| B.  | Akt drugi – "The Here and the Now"                      |      |
|     |                                                         |      |
| 6.  | A Beautiful Peace (Wyatt/Eno)                           | 2:27 |
|     |                                                         |      |
| 7.  | Be Serious (Wyatt)                                      | 2:56 |
|     |                                                         |      |
| 8.  | On the Town Square (Wyatt)                              | 5:56 |
|     |                                                         |      |
| 9.  | Mob Rule (Wyatt)                                        | 2:16 |
|     |                                                         |      |
| 10. | A Beautiful War (Wyatt/Eno)                             | 2:40 |
|     |                                                         |      |
| 11. | Out of the Blue (Benge/Wyatt)                           | 3:41 |
|     |                                                         |      |
| C.  | Akt trzeci – "Away with the Fairies"                    |      |
|     |                                                         |      |
| 12. | Del Mondo (Ferretti/Zamboni/Maroccollo/Magnelli/Canali) | 3:29 |
|     |                                                         |      |
| 13. | Cancion de Julieta (Garcia Lorca/Wyatt)                 | 7:32 |
|     |                                                         |      |
| 14. | Pastafari (Orphy Robinson)                              | 4:37 |
|     |                                                         |      |
| 15. | Fragment (Benge/Wyatt)                                  | 1:38 |
|     |                                                         |      |
| 16. | Hasta Siempre Comandante (Carlos Puebla)                | 4:37 |
|     |                                                         |      |

## Opis płyty
- Producent – Robert Wyatt
- Data nagrania – 2007
- Miejsce – Phila Manzanery Gallery Studio (1–15), dom Wyatta w Louth (3–6, 8, 9, 11, 12); utwór 16 – wokal nagr. w Gallery Studio, instrumenty – w Movin Studio w Padwie we Włoszech
- Inżynier – Jamie Johnson
- Asystent – Mark McCarthy
- Inżynier – Charles Rees (13 oraz wokal do 16)
- Inżynier – Piero Bolzan (instrumenty do 16)
- Miksowanie – Jamie Johnson
- Data wydania – 8 października 2007
- Projekt artystyczny całości – Alfreda Benge
- Długość – 60:39
- Firma nagraniowa – Domino
- Numer katalogowy – WIGCD 202 WB; DNO 175 Kanada